# 제2차 시리아 과도정부
제2차 시리아 과도정부(아랍어: الحكومة الانتقالية السورية 알후쿠마 알인티칼리야 아수리야[*])는 시리아의 현 임시정부로, 2025년 3월 29일 아메드 알샤라 대통령 휘하에 구성되었다. 이 정부는 무함마드 알바시르가 이끌었던 시리아 과도정부의 후신이다.
정부는 시리아 대통령 아흐마드 알샤라가 다마스쿠스의 대통령궁에서 열린 기념식에서 발표했다. 이 자리에서 신임 각료들은 취임 선서를 하고 각자의 의제를 설명하는 연설을 했다. 스포츠청소년부와 긴급재난관리부 등 두 개의 새로운 부처가 신설되었다. 총리직은 폐지되었다. 에너지부는 전력부, 석유광물자원부 및 수자원부의 합병으로 구성되었고 경제산업부는 경제대외무역부, 내부무역소비자보호부 및 산업부의 합병으로 구성되었다.

## 배경
"공격 억제"라는 작전명으로 진행된 2024년 시리아 반군 공세는 타흐리르 알샴이 주도하고 동맹인 튀르키예의 지원을 받는 시리아 국민군이 지원했다. 이 공세로 인해 바샤르 알아사드의 독재정권이 급격히 붕괴되었고, 하페즈 알아사드가 쿠데타 이후 바트당 소속으로 1970년에 집권하면서 시작된 아사드 가문의 50년 통치가 막을 내렸다.
아사드 정권 붕괴 후, 바샤르 알아사드의 9대 총리였던 모하마드 가지 알잘랄리는 야권과 아흐마드 알샤라의 지지를 받으며 과도정부가 무함마드 알바시르의 주도로 구성될 때까지 총리직을 유지했다. 2025년 2월 12일, 이전 시리아 반군의 주요 두 조직인 시리아 국민연합과 시리아 협상 위원회는 과도정부에 대한 충성을 발표했다. 2025년 3월 11일, 알샤라는 시리아 민주군(SDF) 사령관 마즐룸 압디와 SDF 통제 기관을 국가에 통합하고 국경 통과 지점을 설치하며 아사드 정권 잔당과 싸울 것을 서약하는 협정을 체결했다. 합병 기한은 2025년 말로 정해졌다.
정부는 2025년 3월 13일 알샤라가 비준한 2025년 시리아 임시 헌법을 시행했다. 이 임시 헌법은 2025년부터 2030년까지 5년 간의 과도기 동안 시리아의 기본법을 확립한다. 임시 헌법은 대통령제를 채택하여 행정권은 각료를 임명하는 대통령에게 있으며, 총리직은 없다.

## 형성
정부는 시리아 대통령 아흐마드 알샤라가 다마스쿠스의 대통령궁에서 열린 기념식에서 발표했다. 이 자리에서 신임 각료들은 취임 선서를 하고 각자의 의제를 설명하는 연설을 했다. 스포츠청소년부와 긴급재난관리부 등 두 개의 새로운 부처가 신설되었다. 총리직은 폐지되었다.
새 각료 중 네 명은 소수 민족 출신이다: 알라위파인 야아루브 바데르, 드루즈족인 암자드 바드르, 기독교인인 힌드 카바와트, 그리고 쿠르드족인 무함마드 압둘 라흐만 투르코. 정부에는 이전 시리아 반군의 다양한 그룹 출신 인사들도 포함되었다. 내전 중, 무함마드 아부 알카이르 슈크리는 시리아 국민연합의 일원이었고, 라에드 알살레흐는 화이트 헬멧의 국장이었으며, 힌드 카바와트는 제네바에서 시리아 협상 위원회의 부위원장을 역임했다. 새 정부는 일부 관측통들에게 알샤라 대통령의 말에 따르면 "능력에 따라 장관이 선정된" 기술 관료적 정부로 묘사되었다.

## 정책

### 가능한 개혁
시리아 대통령 아흐마드 알샤라는 새 정부가 지속 가능성과 안정적인 전력을 위해 에너지 부문을 개혁하고, 식량 생산 보장을 위해 농민을 지원하며, 산업을 부흥시키고, 국가 제품을 보호하며, 투자를 유치하고, 경제를 안정시키며, 시리아 파운드를 강화하고, 금융 조작을 방지할 것이라고 밝혔다.
4월 16일, 시리아 내무부 장관 아나스 카탑은 정부군이 구 정권에 충성하는 장교들의 쿠데타 시도를 성공적으로 저지했으며, 정부가 책임자들을 식별하기 위한 메커니즘을 만들 것이라고 발표했다. 이 발표는 경찰에서 군대, 정보기관에 이르는 새로운 다양한 보안 기관 간의 협력 네트워크가 증가하는 가운데 나왔다. 카탑에 따르면, 보안군은 음모에 대한 정보를 입수하여 실행되기 전에 이를 저지하기 위한 작전을 개시할 수 있었지만, 구체적으로 누가 연루되었는지에 대한 자세한 정보는 부족하다.

### 외교
2025년 4월 10일, 대한민국 외교부 장관 조태열은 다마스쿠스를 방문하여 시리아 외교부 장관 아사드 알샤이바니를 만났다. 회담에서 양측은 대사관 개설 및 외교 공관 교환 계획을 포함하는 외교 관계 수립을 위한 공식 협정을 체결했다. 이 협정으로 대한민국은 북한을 제외하고 시리아와 외교 관계를 공식화한 마지막 주요 국가가 되었다.
4월 18일, 팔레스타인 대통령 마흐무드 압바스는 다마스쿠스에서 알샤라를 만났다. 이는 2009년 이후 그의 첫 시리아 방문이었다. 그들은 양자 관계 강화와 가자 및 두 국가 해법을 포함한 지역 발전에 대해 논의했으며, 협력을 위한 공동 위원회를 구성하기로 합의했다.
2025년 5월 7일, 시리아 대통령 아흐마드 알샤라는 프랑스에서 에마뉘엘 마크롱 대통령을 만났다. 이는 대통령 취임 후 서방 국가에 대한 첫 공식 방문이었다. 5월 14일, 그는 사우디아라비아에서 도널드 트럼프 미국 대통령을 만났다. 이는 빌 클린턴과 하페즈 알아사드가 2000년 제네바에서 회동한 이래 미국과 시리아 국가 원수 간의 첫 만남이었다. 그 이후로 많은 서방 정부, 특히 미국과 영국은 시리아에 대한 제재를 해제했다.
5월 15일, 알샤이바니는 튀르키예 안탈리아에서 미국 국무장관 마코 루비오와 회담을 가졌다. 이 회담은 트럼프가 시리아에 대한 제재를 해제하고 양자 관계 정상화를 시작하겠다는 결정을 발표한 지 이틀 후에 이루어졌다.

### 사법
2025년 5월 17일, 알샤라는 압둘바셋 압둘라티프와 모하마드 레다 잘키를 위원회 위원장으로 임명하는 대통령령 제19호와 제20호에 서명했다. 그들은 위원회 운영에 필요한 실무팀 구성 및 내부 규정 초안 작성을 위해 30일의 시간을 부여받았고, 이는 실종자 국가위원회와 과도기 정의 국가위원회의 설립으로 이어졌다.

## 구성원
| 직책                    | 장관                          | 취임            | 퇴임 | 소속 | 소속            |
| ----------------------- | ----------------------------- | --------------- | ---- | ---- | --------------- |
| 내무부 장관             | 아나스 카탑                   | 2025년 3월 29일 | 현직 |      | 타흐리르 알샴   |
| 국방부 장관             | 무르하프 아부 카스라          | 2025년 3월 29일 | 현직 |      | 타흐리르 알샴   |
| 외교이민부 장관         | 아사드 알샤이바니             | 2025년 3월 29일 | 현직 |      | 타흐리르 알샴   |
| 법무부 장관             | 마자르 알와이스               | 2025년 3월 29일 | 현직 |      | 타흐리르 알샴   |
| 종교부 장관             | 무함마드 아부 알카이르 슈크리 | 2025년 3월 29일 | 현직 |      | 시리아 국민연합 |
| 고등교육과학연구부 장관 | 마르완 알할라비               | 2025년 3월 29일 | 현직 |      | 무소속          |
| 사회노동부 장관         | 힌드 카바와트                 | 2025년 3월 29일 | 현직 |      | 무소속          |
| 에너지부 장관           | 무함마드 알바시르             | 2025년 3월 29일 | 현직 |      | 타흐리르 알샴   |
| 재무부 장관             | 무함마드 이스르 바르니에      | 2025년 3월 29일 | 현직 |      | 무소속          |
| 경제산업부 장관         | 모하마드 니달 알샤아르        | 2025년 3월 29일 | 현직 |      | 무소속          |
| 보건부 장관             | 무사브 나잘 알알리            | 2025년 3월 29일 | 현직 |      | 무소속          |
| 지방행정환경부 장관     | 무함마드 안즈라니             | 2025년 3월 29일 | 현직 |      | 타흐리르 알샴   |
| 긴급재난관리부 장관     | 라에드 알살레흐               | 2025년 3월 29일 | 현직 |      | 무소속          |
| 통신정보기술부 장관     | 압둘 살람 하이칼              | 2025년 3월 29일 | 현직 |      | 무소속          |
| 농업농지개혁부 장관     | 암자드 바드르                 | 2025년 3월 29일 | 현직 |      | 무소속          |
| 교육부 장관             | 무함마드 압둘 라흐만 투르코   | 2025년 3월 29일 | 현직 |      | 무소속          |
| 공공사업주택부 장관     | 무스타파 압둘 라자크          | 2025년 3월 29일 | 현직 |      | 타흐리르 알샴   |
| 문화부 장관             | 무함마드 야신 살레흐          | 2025년 3월 29일 | 현직 |      | 무소속          |
| 스포츠청소년부 장관     | 무함마드 사메흐 하메드        | 2025년 3월 29일 | 현직 |      | 타흐리르 알샴   |
| 관광부 장관             | 마젠 알살하니                 | 2025년 3월 29일 | 현직 |      | 무소속          |
| 행정개발부 장관         | 모하마드 스카프               | 2025년 3월 29일 | 현직 |      | 타흐리르 알샴   |
| 교통부 장관             | 야아루브 바데르               | 2025년 3월 29일 | 현직 |      | 무소속          |
| 정보부 장관             | 함자 알무스타파               | 2025년 3월 29일 | 현직 |      | 무소속          |

## 반응

### 국내
로자바는 새로 구성된 정부의 결정에 따르지 않겠다고 밝히며, 정부 구성이 단일 파벌이 통제권을 유지하게 하고 시리아의 다양성을 대표하지 못한다고 주장했다.
저명한 드루즈족 공동체 지도자인 셰이크 함무드 알힌나위는 새 시리아 정부 구성을 환영하며, 장관들의 연설 내용과 태도를 칭찬했다.

### 국제
- 사우디아라비아: 사우디 외교부는 새 정부의 수립을 축하하고, "두 국가 간의 형제적, 역사적 관계를 구현하고 모든 분야에서 관계를 강화하는 방식"으로 과도정부와 협력하고 일하겠다는 목표를 확인했다.[39]
- 요르단: 요르단 외교부는 새 시리아 정부의 발표를 환영했으며, 외교부 대변인 수피안 쿠다는 요르단이 새 정부와의 협력을 심화할 계획이라고 말했다.[40]
- 튀르키예: 튀르키예 외교부는 새 시리아 정부 구성을 환영하며, 이는 "시리아 행정부가 포괄적인 시리아 주도 정치 전환 과정을 달성하려는 의지를 강조한다"고 말했다. 외교부는 또한 튀르키예가 시리아 정치 과정을 계속 지원할 것이며, 무조건적인 제재 해제를 촉구했다.[41]
- 카타르: 카타르 외교부는 시리아 대통령의 새 정부 구성 발표를 환영하며, 카타르가 양국 관계를 강화할 계획이며, "형제적 시리아 국민의 안정, 발전, 번영에 대한 열망을 달성"하기 위한 새 정부에 대한 카타르의 지지를 강조했다.[42]
- 쿠웨이트: 쿠웨이트 외교부는 새 시리아 정부 구성을 환영하며, "시리아 국민의 안보, 안전, 번영에 대한 열망을 충족시키기를 기원한다"고 밝혔다.[43]
- 아랍에미리트: 아랍에미리트 외교부는 새 시리아 정부 구성 발표를 환영했다.[44] 또한, 무함마드 빈 자이드 알나흐얀 대통령, 무함마드 빈 라시드 알막툼 총리 겸 두바이 통치자, 만수르 빈 자이드 알나흐얀 부통령 등 아랍에미리트 관리들은 새 정부 구성에 대해 시리아 대통령에게 축하를 보냈다.[45]
- 독일: 독일 시리아 특사 스테판 슈넥케는 독일이 시리아의 새 정부 구성을 환영한다고 발표했다.[46] 독일 외무부 대변인 카트린 데샤우어는 나중에 기자회견에서 새 정부 구성이 미래의 포괄적인 정치 개혁을 위한 올바른 방향으로 나아가는 단계라고 말했다.[47]
- 영국: 영국 의회 외무부 부장관(중동, 아프가니스탄, 파키스탄 담당) 해미쉬 팔코너는 영국이 새 시리아 정부 구성을 환영한다고 발표했다.[48]
- 프랑스: 프랑스 유럽외교부는 새 시리아 정부 구성을 환영하며, "시리아의 다원성과 모든 시리아인의 권리 보호를 보장하는 평화롭고 포괄적인 정치 전환"에 대한 프랑스의 지지를 표명했다.[49]
- 노르웨이: 노르웨이 외교부 장관 에스펜 바르트 아이드는 노르웨이가 새 시리아 정부 구성을 환영하며, "포괄적인 거버넌스는 시리아의 미래, 발전, 번영에 필수적이다"라고 강조했다.[50]
- 팔레스타인: 팔레스타인 대통령 마흐무드 압바스는 새 시리아 정부 구성 발표에 대해 시리아 대통령에게 축하를 보냈다.[51]
- 폴란드: 시리아 주재 폴란드 대사관은 폴란드가 새 정부 구성을 환영한다고 밝혔다.[52]
- 스페인: 스페인 외교부는 새 시리아 정부 발표를 환영하며, 이를 "국가의 단결과 영토 보전을 보장하는 평화로운 시리아를 향한 진일보"로 보았다.[53]
- 이탈리아: 이탈리아 외교부는 새 시리아 정부 구성을 환영하며, 이탈리아가 재건에 기여하고 포괄적인 정치 과정을 지원할 준비가 되어 있다고 덧붙였다.[54]
- 미국: 미국 국무부 대변인 태미 브루스는 새 시리아 정부 구성이 긍정적인 단계라고 평가했지만, 테러리즘 방지를 포함한 주요 우선순위에 진전이 있을 때까지 제재가 완화되지 않을 것이라고 밝혔다.[55]
- 이라크: 이라크 총리 무함마드 시아 알수다니는 시리아 대통령 알샤라와의 전화 통화에서 지역의 최근 상황을 논의하며 새 정부 구성에 대해 시리아 국민에게 축하를 전하고 시리아의 정치 발전에 대한 이라크의 존중을 재확인했다.[56]
- 우크라이나: 우크라이나 외교부는 새로운 시리아 과도정부 구성을 환영하며, 이를 "평화롭고 민주적인 국가 건설을 향한 또 다른 중요한 단계"로 해석했다. 외교부는 또한 시리아의 영토 보전과 주권에 대한 우크라이나의 지지를 표명했다.[57]
- 말레이시아: 말레이시아 총리 안와르 이브라힘은 시리아 대통령 알샤라에게 전화하여 새 시리아 정부 구성에 대해 축하를 전하며, 말레이시아가 시리아와의 양자 (특히 경제) 관계를 강화할 계획이며 "시리아 국민의 더 큰 번영, 안정, 행복"을 기원한다고 밝혔다.[58]
- 대한민국: 외교부 장관 조태열은 아흐마드 알샤라 대통령을 만나 아사드 정권 종식 후 포괄적인 대표성을 통해 구성된 새 정부의 성공적인 출범에 축하를 전했다.[59]

국제 정부 간 기구
- 유럽 연합: 고위대표 카야 칼라스, 집행위원 두브라브카 슈이차, 그리고 집행위원 하자 라흐비브는 공동 성명을 통해 새로운 시리아 과도정부 구성을 환영하며, EU가 시리아 주도 정치 과정을 지원하고 새 정부와 협력하며 시리아 영토의 통일성, 주권, 통합성을 존중할 준비가 되어 있다고 밝혔다.[60]
- 이슬람 협력 기구: OIC 사무총장 히세인 브라힘 타하는 새 시리아 정부 구성에 대해 시리아 정부와 국민에게 축하를 보냈다.[61]
- 유엔: 유엔 대변인 스테판 두자릭은 유엔 시리아 특사 게이르 페데르센이 "거버넌스 측면과 다음 과도기적 단계 측면에서 시리아 당국의 신뢰할 수 있고 포괄적이며 지속 가능한 전환을 향한 지속적인 노력을 장려한다"고 말했다.[62]
- 화학 무기 금지 기구: 사무총장 페르난도 아리아스는 새 시리아 정부 구성에 대해 시리아 대통령 알샤라에게 축하 메시지를 보냈다.[63]

## 같이 보기
- 시리아 정부
- 시리아 내전
- 유엔 안전 보장 이사회 결의 제2254호
- 시리아의 대외 관계